# Paramimistena dembickyi
Paramimistena dembickyi är en skalbaggsart som beskrevs av Holzschuh 1999. Paramimistena dembickyi ingår i släktet Paramimistena och familjen långhorningar. Inga underarter finns listade i Catalogue of Life.